# Equipe tunisiana na Copa Davis
A equipe tunisiana na Copa Davis representa a Tunísia na Copa Davis, principal competição de tênis masculina por equipes do mundo. É administrada pela Fédération Tunisienne de Tennis.